# Prestonia parviflora
Prestonia parviflora är en oleanderväxtart som först beskrevs av George Bentham, och fick sitt nu gällande namn av George Bentham. Prestonia parviflora ingår i släktet Prestonia och familjen oleanderväxter. Inga underarter finns listade i Catalogue of Life.